# Doré River (Fraser River)
Der Doré River ist ein etwa 36 km langer linker Nebenfluss des Fraser River in der kanadischen Provinz British Columbia.

## Flusslauf
Der Doré River verläuft in den Cariboo Mountains, eine Gebirgsgruppe westlich der kanadischen Rocky Mountains. Er entspringt auf einer Höhe von etwa 1650 m. Er fließt in überwiegend nordöstlicher Richtung durch das Gebirge. Bei Flusskilometer 12,5 trifft der Boreal Creek, der größte Nebenfluss des Doré River, von links auf diesen. 3 Kilometer bzw. 2 Kilometer oberhalb der Mündung kreuzen der Yellowhead Highway (British Columbia Highway 16) und die Bahnstrecke der Canadian National Railway den Flusslauf. Der Doré River mündet schließlich 3,7 km nordnordwestlich der Ortschaft McBride in den Oberlauf des Fraser River.

## Hydrologie
Der Doré River entwässert ein Areal von etwa 409 km². Der mittlere Abfluss (MQ) beträgt 14,3 m³/s. Die größten mittleren monatlichen Abflüsse treten während der Schneeschmelze im Juni und im Juli mit 43,5 bzw. 40,7 m³/s auf. Das Einzugsgebiet des Doré River grenzt im Nordwesten an das des Goat River, im Westen an das des Cariboo River sowie im Süden an das des Castle Creek.

## Namensgebung
Der Fluss hieß ursprünglich „Fifty Mile Creek“. Der Überlieferung nach machte ein norwegischer Prospektor angeblich einen Goldfund im Fluss und nannte ihn deshalb „Doré River“. doré ist das französische Wort für „vergoldet“.